# Tuskar Rock
Koordinaten: 52° 12′ N, 6° 12′ W
Tuskar Rock (irisch An Tuscar) ist eine kleine Felseninsel im Südosten von Irland, die zum County Wexford  gehört. Der Name Tuskar stammt aus der altnordischen Sprache und bedeutet „großer“ (tu) „Fels“ (skar).

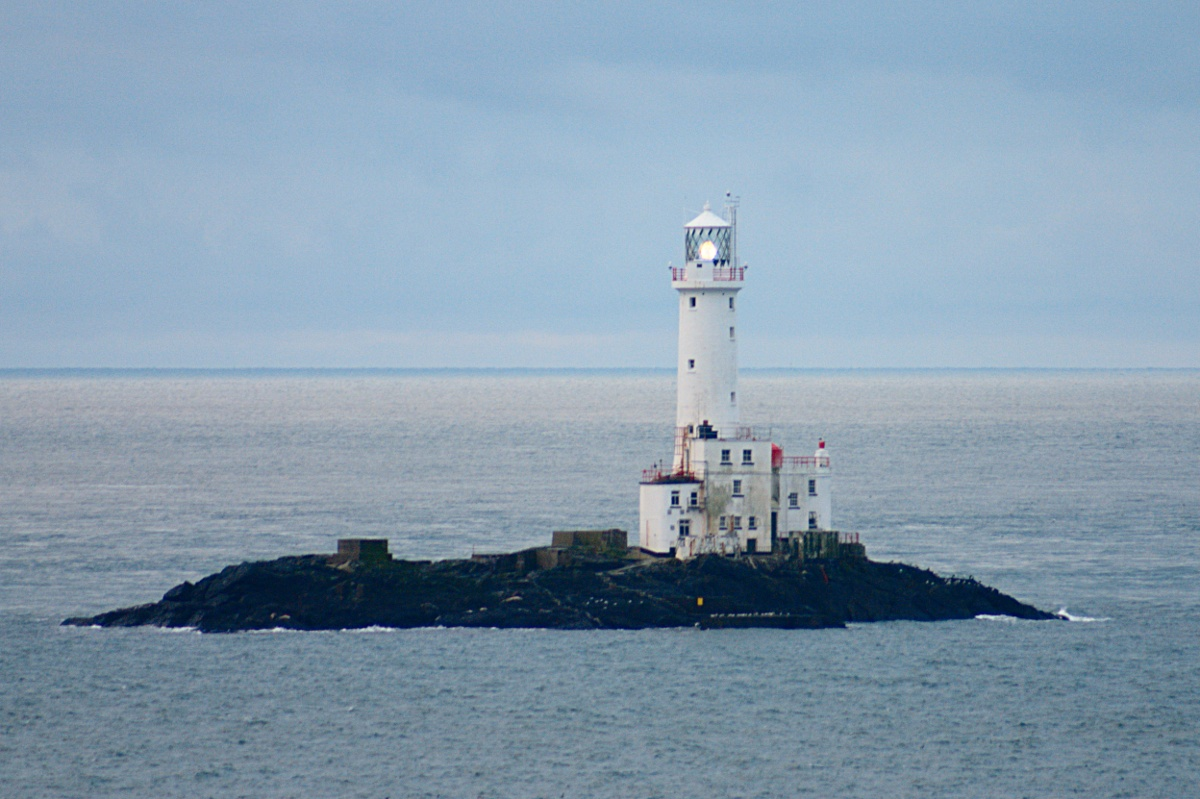
Die Felseninsel Tuskar Rock mit dem Leuchtturm

## Unglücke
Tuskar Rock liegt im St.-Georgs-Kanal. Die Insel und die umgebenden Gewässer zählen zu den gefährlichsten der Irischen See. Insgesamt sind 176 Wracks für den Bereich um die Felseninsel gelistet.
Bekannt geworden ist die Insel auch durch das Flugunglück des Aer-Lingus-Fluges 712 am 24. März 1968, bei dem alle 61 Insassen, 57 Passagiere und 4 Besatzungsmitglieder, ums Leben kamen.

## Leuchtturm
Von 1812 bis 1814 wurde hier ein weißgetünchter Leuchtturm aus Granit erbaut. Bereits während des Baus kam es im Oktober 1812 zu einem folgenschweren Unglück, als ein Sturm die Baracken fortriss und 14 Arbeiter dabei getötet wurden. Der Leuchtturm wurde am 4. Juni 1815 in Betrieb genommen. Der Leuchtturm (Kennziffer: CIL-0470) ist 34 Meter hoch und wird seit März 1993 automatisiert betrieben. Betreiber sind die Commissioners of Irish Lights in Dún Laoghaire. Seitdem ist die Insel auch unbewohnt.
Das Leuchtfeuer wird mit einer 1 kW starken Lampe betrieben, die eine Reichweite von 44 Kilometer hat. Die Kennung ist „Q (2) W 7.5s“.